# Новосильский район
Новоси́льский райо́н — административно-территориальная единица (район) и муниципальное образование (муниципальный район) в Орловской области России.  
Административный центр — город Новосиль.

## География
Расположен на северо-востоке Орловской области и не имеет общих границ с другими областями. Граничит с районами: Мценским, Корсаковским, Новодеревеньковским, Верховским, Залегощенским. Площадь 778 км².
По территории района протекают реки Зуша, Колпёнка, Паниковец, Неручь, Пшевка, Дичня, Верещага, Раковка, Малая Раковка. Также  имеются пруды и водоёмы. В настоящее время на реке Зуша (на месте Новосильской ГЭС) возведена водоподъёмная плотина.
На участке произрастает 98 редких растений, в том числе 2-а занесённых в красную книгу Российской Федерации — (ковыль перистый, ковыль красивейший); обитают редкие виды: желтогорлая мышь, серый хомячок; птицы: садовая овсянка, ястребиная славка, дрофа, чеглок; земноводные: гребёнчатый тритон; рыба: европейская ручьевая минога.

## История
Образован в 1928 году, восстановлен после упразднения в 1965, реорганизован в 1989.
Новосильская земля, по данным археологических исследований, считается одной из самых древнейших на территории Орловской области.
Основными бюджетообразующими отраслями района выступают сельскохозяйственное производство зерновых культур и сахарной свёклы.
Район образован 30 июля 1928 года в составе Орловского округа Центрально-Чернозёмной области, в него вошла часть территории бывшего Новосильского уезда Орловской губернии. До 1925 года входил в состав Тульской губернии.
13 июня 1934 года после ликвидации Центрально-Чернозёмной области район вошёл в состав вновь образованной Курской области.
27 сентября 1937 года район вошёл в состав вновь образованной Орловской области.
В феврале 1963 года район был упразднён, город Новосиль вошёл в состав Верховского промышленного района, а сельские поселения в состав Залегощенского сельского района.
12 января 1965 года Новосильский район был восстановлен, в него вошла также территория бывшего Корсаковского района.
2 августа 1989 года из состава района был выделен восстановленный Корсаковский район.

## Население
| 1959   | 1970    | 1979    | 1989    | 2002    | 2009  | 2010  | 2012  | 2013  |
| ------ | ------- | ------- | ------- | ------- | ----- | ----- | ----- | ----- |
| 20 789 | ↗26 531 | ↘19 114 | ↘16 800 | ↘10 591 | ↘9594 | ↘8561 | ↘8392 | ↘8197 |
| 2014   | 2015    | 2016    | 2017    | 2018    | 2019  | 2020  | 2021  | 2023  |
| ↘8061  | ↘7843   | ↘7667   | ↘7527   | ↘7435   | ↘7314 | ↘7307 | ↘6724 | ↘6700 |

### Урбанизация
В городских условиях (город Новосиль) проживают  43,85 % населения района.

### Национальный состав
По итогам переписи населения 2020 года проживали следующие национальности (национальности менее 0,1 % и другое, см. в сноске к строке «Другие»):
| Национальность | Численность, чел. | Доля     |
| -------------- | ----------------- | -------- |
| Русские        | 5625              | 83,66 %  |
| Курды          | 611               | 9,09 %   |
| Армяне         | 55                | 0,82 %   |
| Аварцы         | 41                | 0,61 %   |
| Украинцы       | 40                | 0,59 %   |
| Чеченцы        | 31                | 0,46 %   |
| Белорусы       | 30                | 0,45 %   |
| Татары         | 22                | 0,33 %   |
| Азербайджанцы  | 18                | 0,27 %   |
| Грузины        | 12                | 0,18 %   |
| Узбеки         | 9                 | 0,13 %   |
| Таджики        | 9                 | 0,13 %   |
| Корейцы        | 9                 | 0,13 %   |
| Другие         | 212               | 3,15 %   |
| Итого          | 6724              | 100,00 % |

## Административно-муниципальное устройство
Новосильский район в рамках административно-территориального устройства включает 7 сельсоветов и 1 город районного значения.
В рамках организации местного самоуправления на территории района созданы 8 муниципальных образований, в том числе 1 городское и 7 сельских поселений:
| № | Муниципальное образование        | Административный центр | Количество населённых пунктов | Население (чел.) | Площадь (км²) |
| - | -------------------------------- | ---------------------- | ----------------------------- | ---------------- | ------------- |
| 1 | городское поселение Новосиль     | город Новосиль         | 1                             | ↗2938            | 5,14          |
| 2 | Вяжевское сельское поселение     | село Вяжи-Заверх       | 6                             | ↘442             | 97,86         |
| 3 | Глубковское сельское поселение   | село Чулково           | 12                            | ↘490             | 133,82        |
| 4 | Голунское сельское поселение     | село Голунь            | 14                            | ↘428             | 96,98         |
| 5 | Зареченское сельское поселение   | село Заречье           | 7                             | ↗1109            | 75,79         |
| 6 | Петушенское сельское поселение   | деревня Михалёво       | 5                             | ↘99              | 70,66         |
| 7 | Прудовское сельское поселение    | деревня Большие Пруды  | 23                            | ↘805             | 148,71        |
| 8 | Хворостянское сельское поселение | деревня Хворостянка    | 13                            | ↘389             | 128,49        |

## Населённые пункты
В Новосильском районе 81 населённый пункт.
| №  | Населённый пункт  | Тип     | Население | Муниципальное образование        |
| -- | ----------------- | ------- | --------- | -------------------------------- |
| 1  | Александровка     | деревня | ↘13       | Прудовское сельское поселение    |
| 2  | Бабонино          | деревня | ↘0        | Хворостянское сельское поселение |
| 3  | Бедьково          | село    | ↘7        | Вяжевское сельское поселение     |
| 4  | Большие Пруды     | деревня | ↘128      | Прудовское сельское поселение    |
| 5  | Варваринка        | деревня | ↘1        | Хворостянское сельское поселение |
| 6  | Вешки             | посёлок | 1         | Вяжевское сельское поселение     |
| 7  | Воротынцево       | село    | ↘264      | Прудовское сельское поселение    |
| 8  | Вяжи-Заверх       | село    | ↘279      | Вяжевское сельское поселение     |
| 9  | Вяжи-Заречье      | село    | 17        | Вяжевское сельское поселение     |
| 10 | Глубки            | село    | ↘44       | Глубковское сельское поселение   |
| 11 | Голунь            | село    | ↘308      | Голунское сельское поселение     |
| 12 | Голянка           | село    | ↘87       | Петушенское сельское поселение   |
| 13 | Горельков         | посёлок | 8         | Голунское сельское поселение     |
| 14 | Горенка           | деревня | ↘38       | Прудовское сельское поселение    |
| 15 | Городилово        | село    | ↘5        | Глубковское сельское поселение   |
| 16 | Жашково           | село    | ↘1        | Глубковское сельское поселение   |
| 17 | Жердево           | село    | ↘21       | Глубковское сельское поселение   |
| 18 | Завершье          | посёлок | 0         | Прудовское сельское поселение    |
| 19 | Задняя Поляна     | посёлок | 1         | Прудовское сельское поселение    |
| 20 | Задушное          | село    | ↘249      | Вяжевское сельское поселение     |
| 21 | Закоп             | посёлок | 1         | Хворостянское сельское поселение |
| 22 | Заречье           | село    | ↗865      | Зареченское сельское поселение   |
| 23 | Зуша              | посёлок | 4         | Прудовское сельское поселение    |
| 24 | Игумново          | село    | ↘11       | Глубковское сельское поселение   |
| 25 | Измайлово         | село    | ↘39       | Вяжевское сельское поселение     |
| 26 | Кирики            | село    | ↘84       | Хворостянское сельское поселение |
| 27 | Корьки            | посёлок | 1         | Прудовское сельское поселение    |
| 28 | Красная Поляна    | посёлок | 6         | Голунское сельское поселение     |
| 29 | Кресты            | деревня | ↘1        | Прудовское сельское поселение    |
| 30 | Лазаревка         | посёлок | 24        | Прудовское сельское поселение    |
| 31 | Лосино-Островский | посёлок | 26        | Глубковское сельское поселение   |
| 32 | Лужки             | деревня | 15        | Прудовское сельское поселение    |
| 33 | Льгов             | посёлок | 1         | Прудовское сельское поселение    |
| 34 | Малиновка         | деревня | ↘13       | Прудовское сельское поселение    |
| 35 | Малые Пруды       | село    | ↘119      | Прудовское сельское поселение    |
| 36 | Маслово           | деревня | ↗62       | Хворостянское сельское поселение |
| 37 | Матрёнкин         | посёлок | 9         | Прудовское сельское поселение    |
| 38 | Михалёво          | деревня | ↘8        | Петушенское сельское поселение   |
| 39 | Мужиково          | деревня | ↘290      | Прудовское сельское поселение    |
| 40 | Некрасов          | посёлок | 1         | Хворостянское сельское поселение |
| 41 | Новая Слободка    | деревня | ↘13       | Глубковское сельское поселение   |
| 42 | Новогоренский     | посёлок | 4         | Прудовское сельское поселение    |
| 43 | Новолипецы        | посёлок | 1         | Хворостянское сельское поселение |
| 44 | Новосиль          | город   | ↗2938     | городское поселение Новосиль     |
| 45 | Новые Кирики      | деревня | 14        | Хворостянское сельское поселение |
| 46 | Новые Пруды       | посёлок | 18        | Прудовское сельское поселение    |
| 47 | Одинок            | деревня | ↘296      | Глубковское сельское поселение   |
| 48 | Пенькозавод       | посёлок | 55        | Зареченское сельское поселение   |
| 49 | Петушки           | село    | ↘120      | Петушенское сельское поселение   |
| 50 | Подберёзово       | деревня | ↘48       | Прудовское сельское поселение    |
| 51 | Подосиновка       | посёлок | 7         | Голунское сельское поселение     |
| 52 | Подъяковлево      | деревня | ↘52       | Голунское сельское поселение     |
| 53 | Покровка          | посёлок | 52        | Голунское сельское поселение     |
| 54 | Полиняевка        | деревня | ↘1        | Голунское сельское поселение     |
| 55 | Половецкий        | посёлок | 1         | Голунское сельское поселение     |
| 56 | Прилепский        | посёлок | 1         | Глубковское сельское поселение   |
| 57 | Пролетарский      | посёлок | 12        | Голунское сельское поселение     |
| 58 | Ракзино           | деревня | ↘21       | Голунское сельское поселение     |
| 59 | Раковка           | деревня | ↘5        | Голунское сельское поселение     |
| 60 | Ржавка            | деревня | ↘90       | Голунское сельское поселение     |
| 61 | Ротановка         | деревня | ↘7        | Голунское сельское поселение     |
| 62 | Селезнёво         | деревня | ↘260      | Хворостянское сельское поселение |
| 63 | Соколье           | деревня | ↘10       | Прудовское сельское поселение    |
| 64 | Сорочий Мост      | деревня | ↘85       | Зареченское сельское поселение   |
| 65 | Становое          | село    | ↘55       | Глубковское сельское поселение   |
| 66 | Троицкое          | село    | 1         | Глубковское сельское поселение   |
| 67 | Тростниково       | деревня | ↘10       | Зареченское сельское поселение   |
| 68 | Тюково            | деревня | ↘22       | Зареченское сельское поселение   |
| 69 | Фироновка         | деревня | ↘0        | Голунское сельское поселение     |
| 70 | Хворостянка       | деревня | ↘92       | Хворостянское сельское поселение |
| 71 | Хохлы             | деревня | ↘11       | Хворостянское сельское поселение |
| 72 | Хутор             | деревня | ↘14       | Петушенское сельское поселение   |
| 73 | Чернышено         | деревня | ↘70       | Прудовское сельское поселение    |
| 74 | Чулково           | село    | ↘222      | Глубковское сельское поселение   |
| 75 | Шейно             | село    | ↘35       | Петушенское сельское поселение   |
| 76 | Шейнский Мост     | деревня | ↘14       | Зареченское сельское поселение   |
| 77 | Шуйский           | посёлок | 1         | Прудовское сельское поселение    |
| 78 | Юрьев             | посёлок | 0         | Хворостянское сельское поселение |
| 79 | Якшино            | село    | ↘1        | Хворостянское сельское поселение |
| 80 | Ямская Слобода    | село    | ↗117      | Зареченское сельское поселение   |
| 81 | Ямы               | посёлок | 0         | Прудовское сельское поселение    |

### Упразднённые населённые пункты
Сёла: Вяжи, Пруды.

## Достопримечательности
Новосильский район обладает значительным культурным наследием. Район богат памятными местами и событиями.
Свято-Духов мужской монастырь в селе Задушное. Впервые упомянут за 1619 год, хотя существовал по меньшей мере с XVI века. С 2004 года на территории села зарегистрирована православная община Свято-Духова храма. Идёт активное восстановление монастыря.
Село Голунь с деревнями Раковкой, Ржавкой и Ротановкой с 1776 года принадлежало одному из представителей рода Голицыных. В 1810 году построен большой усадебный дом по проекту архитектора А. Н. Воронихина. Здание является памятником архитектуры зрелого классицизма. Также был заложен парк Голицына в 1912 г.
В селе Жердево, находящейся на реке Колпне (трасса Новосиль – Мценск) существует недействующий храм во имя Успения Божией матери, построенный в 1891 году. На стенах храма сохранились фрески с изображениями святых и сюжетов Святого писания.
2 августа 2003 года открылся военно-исторический комплекс «Вяжи», воздвигнутого на месте Вяжевского прорыва 12 июля 1943 года. С 27 декабря 1941 по 12 июля 1943 года там проходила линия фронта. На территории комплекса расположены часовня в память о погибших воинах, стела с наименованиями фронтов, армий и дивизий, участвовавших в боях, мемориальные плиты с именами погибших, скульптура Скорбящей Матери на братском захоронении и смотровая площадка.
В населённых пунктах Бедьково, Жердево, Задушное, Заречье, Ямская Слобода, Голунь есть памятники архитектуры и градостроительства.
На территории района на землях лесного фонда имеются особо охраняемые природные объекты — урочище Дубовщина, урочище Холм, Шатиловский лес.

## Известные люди
- Батурин, Виктор Павлович (1863–1938) — русский художник-пейзажист. Родился в селе Становом Жердевской волости, Новосильского уезда, Тульской губернии. Художник
- Грецов, Виктор Никитович (1907–1986) — советский военачальник, генерал-майор
- Ерошин, Александр Матвеевич — танкист во время Великой Отечественной войны, Герой Советского Союза, полковник в запасе
- Полунин, Вячеслав Иванович (12 июня 1950, Новосиль, Орловская область) — актёр, режиссёр, клоун, народный артист России (2001)
- Силаев Алексей Борисович (1906–?) — советский биохимик, профессор МГУ, учёный. Стоял у истоков развития советской и российской биохимии. Разрабатывал лекарства против рака
- Музалев Иван Алексеевич, Герой Советского Союза, родился 15 декабря 1920 года в селе Заречье Новосильского района Орловской области, во время Великой Отечественной войны был командиром Шепетовского партизанского отряда. С 1960 года проживал в городе Ульяновске. Умер 7 марта 1984 года
- Букреев, Иван Семенович, родился 13 января 1924 года в селе Заречье Новосильского района Орловской области, народный артист РСФСР, лирический тенор, ведущий солист Ансамбля песни и танца Советской Армии имени Б. А. Александрова
- Петелин Геннадий Николаевич, 27 апреля 1950 года рождения, уроженец деревни Тростниково Новосильского района Орловской области, писатель, член Союза писателей России с 1995 года, с 1974 года проживает в Мордовии, в поселке Зубова Поляна
- Климов Анатолий Петрович (6 сентября 1936, Новосиль, Курская область) — заслуженный художник Украины (1996)
- Мясоедов, Григорий Григорьевич (1834 – 1911) — художник, родился в селе Паньково Новосильского уезда
- Нечаев, Владимир Александрович — советский певец, заслуженный артист РСФСР
- Тюленин, Сергей Гаврилович — член штаба организации «Молодая гвардия», Герой Советского Союза
- Якушев Михаил Иванович, родился в 1922 в деревне Тюково Новосильского района, полковник Советской Армии, участник Великой Отечественной войны, кавалер ордена Суворова II степени. 12 мая 1945 года недалеко от Праги взял в плен предателя Родины генерала Власова[32]
- Соловьёв Григорий Фёдорович — учитель, Новосильский краевед, автор рукописи «К истории Новосильского края» (хранящаяся в краеведческом музее)
- Акишин, Николай Андреевич — Герой Советского Союза, родился в 1915 году в селе Бредихино Новосильского уезда
- Карелин Константин Максимович — Герой Советского Союза, родился в 1907 году в деревне Заречье Новосильского уезда (ныне Корсаковский район)
- Козлов Павел Никитович — Герой Советского Союза, родился в 1914 году в деревне Игумново Новосильского уезда
- Лукьянов Алексей Власович — Герой Советского Союза, родился в 1906 году в деревне Глебово Новосильского уезда
- Прудченков Фёдор Николаевич — Герой Советского Союза, родился в 1912 году в деревне Глотово Новосильского уезда
- Селифонов Андрей Семёнович — Герой Советского Союза, родился в 1921 году в деревне Мельничная Слобода Новосильского уезда
- Ушаков Степан Лаврентьевич — Герой Советского Союза, родился в 1909 году в селе Задушное Новосильского уезда
- Фомин Николай Никитович —  Герой Советского Союза, родился в 1920 году в деревне Софийские Выселки Новосильского уезда
- Марциновский Глеб Леонтьевич — Герой Социалистического Труда, главный зоотехник племенного завода «ВластьТруда» Новосильского района
- Ледовская Мария Ивановна — Заслуженный врач РСФСР, родилась в 1926 году в Новосильском районе
- Титова Александра Андреевна — Заслуженный учитель Российской Федерации, родилась в 1925 году, учитель Прудовской 8-летней школы
- Халимбеков Казимагомед Арсланович — Заслуженный работник физической культуры Российской Федерации, тренер, организатор Новосильского клуба вольной борьбы